# Pseudocleobis arequipae
Espèce
Pseudocleobis arequipae est une espèce de solifuges de la famille des Ammotrechidae.

## Distribution
Cette espèce est endémique du Pérou. Elle se rencontre vers Tiabaya.

## Description
La femelle holotype mesure 16 mm.

## Étymologie
Son nom d'espèce lui a été donné en référence au lieu de sa découverte, la région d'Arequipa.

## Publication originale
- Roewer, 1959 : Neotropische Arachnida Arthrogastra zumeist aus Peru, IV. Senckenbergiana Biologica, vol. 40, no 1/2, p. 69–87.